# Sabet El-Batal
Sabet El-Batal (16 de setembro de 1953 - 12 de fevereiro de 2005) foi um futebolista egípcio. Ele competiu na Copa do Mundo FIFA de 1990, sediada na Itália, na qual a seleção de seu país terminou na 20º colocação dentre os 24 participantes.